# Aptilotus martini
Aptilotus martini är en tvåvingeart som beskrevs av Wheeler och Marshall 1989. Aptilotus martini ingår i släktet Aptilotus och familjen hoppflugor. Inga underarter finns listade i Catalogue of Life.